# Poliopastea hamsoni
Poliopastea hamsoni là một loài bướm đêm thuộc phân họ Arctiinae, họ Erebidae.